# Gratuliano da Costa Brito
Gratuliano da Costa Brito (São João do Cariri, 6 de setembro de 1905 — Rio de Janeiro, 27 de janeiro de 1982) foi um político brasileiro.
Gratuliano da Costa Brito nasceu em São João do Cariri (PB) no dia 6 de setembro de 1905, filho do desembargador Inácio Costa Brito e de Maria Madalena Leal de Brito.
Fez o curso primário no Colégio Nossa Senhora das Neves, na cidade da Paraíba, atual João Pessoa, e o secundário no Colégio Pio X e no Liceu Paraibano, também na capital do estado. Bacharelou-se em ciências jurídicas e sociais pela Faculdade de Direito de Recife em 1926.
Em janeiro de 1927 foi nomeado pelo presidente da Paraíba, João Suassuna, para a promotoria da cidade de Patos. Mais tarde, já no governo de João Pessoa (1928-1930), exerceu a função de delegado geral da polícia no estado. Em 1930 filiou-se à Aliança Liberal, movimento organizado para promover as candidaturas de Getúlio Vargas e de João Pessoa à sucessão presidencial. Após a revolução de outubro desse ano foi designado pelo novo governo, chefiado por Getúlio Vargas, para integrar a Comissão Corregedora da Justiça Federal na Paraíba.
Durante a administração de Antenor Navarro, nomeado interventor federal na Paraíba em novembro de 1930, Gratuliano integrou, ao lado — entre outros — do tenente Ernesto Geisel, o Conselho Consultivo, órgão que assessorava a interventoria. Mais tarde ocupou a Secretaria do Interior e Segurança Pública, em substituição a Odon Cavalcanti. Em abril de 1932 assumiu interinamente a interventoria, após o falecimento de Navarro em desastre de avião, e no mês de junho seguinte foi efetivado como interventor federal na Paraíba. Durante seu governo foi inaugurado o porto de Cabedelo, cujas obras haviam sido iniciadas na gestão de Antenor Navarro. Organizou ainda as polícias militar e civil e reestruturou o sistema de arrecadação do estado.
Eleito deputado federal na legenda do Partido Progressista (PP) da Paraíba em outubro de 1934, em dezembro seguinte deixou a interventoria, sendo substituído por Argemiro de Figueiredo, eleito pela Assembléia Constituinte paraibana e empossado em janeiro de 1935. Assumiu sua cadeira na Câmara dos Deputados em maio de 1935, aí permanecendo até 10 de novembro de 1937, quando o golpe do Estado Novo suprimiu todos os órgãos legislativos do país. Na Câmara foi membro da Comissão de Finanças e Orçamento, tendo sido durante três anos o relator do orçamento do Ministério da Guerra.
Afastado da vida política, ainda em 1937 fixou residência no Rio de Janeiro, então Distrito Federal, atuando como delegado da Associação Comercial da Paraíba junto à Federação das Associações Comerciais do Brasil. Dedicou-se também a atividades jornalísticas e empresariais, tornando-se diretor-presidente da Companhia Editora Americana, empresa proprietária das revistas A Cena Muda, Esporte Ilustrado, Revista da Semana, entre outras.
A partir de março de 1948, tornou-se representante da Paraíba junto ao Conselho Consultivo da Companhia Hidro Elétrica do São Francisco (CHESF), função que desempenhou até abril de 1951. Entre setembro de 1964 e agosto de 1977 integrou o Conselho Administrativo de Defesa da Economia (CADE). Foi ainda membro da Associação Brasileira de Imprensa.
Faleceu no Rio de Janeiro no dia 27 de janeiro de 1982.
Era casado com Adelaide Machado de Brito, com quem teve três filhos.